# Pikutkowo
Pikutkowo [pronunciación en polaco: /pikutˈkɔvɔ/] es una aldea ubicada en el distrito administrativo de Gmina Brześć Kujawski, dentro del condado de Włocławek, Voivodato de Cuyavia y Pomerania, en el centro-norte de Polonia. Se encuentra a unos 5 kilómetros al noreste de Brześć Kujawski, a 8 kilómetros al suroeste de Włocławek, y a 52 kilómetros al sureste de Toruń.
El pueblo tiene una población de 250 habitantes.